# Ферма Віренделя

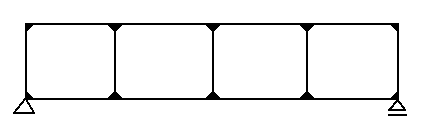
Розрахункова схема ферми Віренделя

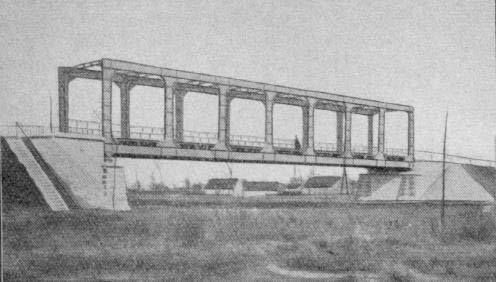
Металевий міст конструкції Віренделя через Шельду між Руєном (у Східній Фландрії) і Ругге (Авельгем у Західній Фландрії) у Бельгії. Офіційне відкриття відбулося 9 вересня 1906 року. Міст був зруйнований під час Першої світової війни

Фе́рма (ба́лка) Віренде́ля (англ. Vierendeel truss (girder)) — це тримальна система рамного типу, де усі її частини жорстко сполучені з утворенням прямокутних отворів а жорсткість через відсутність розкосів (діагональних елементів) забезпечується фіксацєю кінців вертикальних стійок на верхньому і нижньому поясах. За способом сприйняття навантаження вона не підпадає під строгий термін «ферма», тому що в ній крім сил розтягу-стиску мають місце згинальні моменти у її елементах. Така ферма дозволяє перекривати прогони до 40 метрів без проміжних опор.
Конструкцію розробив бельгійський інженер Артур Вірендель в кінці XIX століття. Перший металевий міст конструкції Віренделя (міст Waterhoek), було споруджено у 1902 році в Авельгемі (Бельгія) згідно з проектом і розрахунками, виконаними у 1896 році самим Артуром Віренделем. У Бельгії існує багато мостів зі сталі або бетону такого типу, більшість з яких були розроблені студентами-учнями Віренделя, що працював в університеті професором будівництва.
Але через те, що ця конструкція є досить масивною і дорожчою за аналоги, її рідко можна зустріти в сучасній архітектурі. Така форма частіше використовується в будівельних конструкціях, де передбачені великі зсувні стіни або якщо діагональні елементи можуть заважати архітектурній естетиці чи функціональності будівлі.